# 馮勝
馮勝（約1330年？—1395年），初名國勝，又名宗異，定遠（安徽定遠）人，馮文質次子，馮國用之弟，明朝開國功臣，封宋国公。
馮勝早年结寨自保，后随兄长投奔朱元璋，追随平定陈友谅、张士诚。后随徐达北伐，平定甘肃，又率军进攻辽东，降服纳哈出。因累积军功而受封宋国公，在开国功臣中排行第三。洪武二十八年（1395年），因受忌憚引咎而死，據傳其被迫自殺或被賜死。

## 生平

### 早年经历
古史宣称，馮勝生时黑气满室，经日不散。喜讀書，通兵法，元末与兄馮国用結寨自保。朱元璋到妙山时，冯胜随兄长一同归附。至正十三年（1353年），破滁州、和州，拔采石。取太平、镇江、宜兴、绍兴、晋大元帅。冯国用去世后，冯胜袭其官职，为亲军都指挥使，统领亲军。至正二十年，陈友谅进逼龙湾。朱元璋率军抵御，战于石灰山。冯胜攻其中坚，大败陈军，又继续追击，败陈军于采石，于是收复太平。冯胜随军征讨陈友谅，攻克安庆水寨，长驱直入江州，晋升为亲军都护。至正二十三年，冯胜又随军解安丰之围，升任同知枢密院事。冯胜随军参加鄱阳湖之战，下武昌，克庐州，然后调兵攻取江西诸路。
又与诸将收复淮东，克海安坝，取泰州。徐达围攻高邮不下，回军支援宜兴，而命冯胜督率所留军队。高邮守将诈降，冯胜命指挥康泰率数百人先行入城，吴军关闭城门，将他们全部杀害。朱元璋大怒，将冯胜召回，责罚十大杖，然后命他步行回高邮。冯胜既惭愧又气愤，拼力进攻。徐达也自宜兴返回，增兵攻克高邮，然后攻取淮安。安丰城陷，在旧馆擒获吴将吕珍。此后攻占湖州、平江，冯胜功劳仅次于常遇春，再升为右都督。此后，冯胜跟随徐达北征，攻下山东诸州郡。

### 南征北战
洪武元年（1368年），朱元璋称帝，冯胜兼任太子右詹事。因犯小罪而被贬官，任都督同知。随后，冯胜率军逆河而上，取汴梁、洛阳，攻下陕州，直趋潼关。守将夜逃，于是夺潼关，取华州。返回汴梁之后，被授为征虏右副将军，留守汴梁。随即跟随徐达进攻山西，由武陟攻取怀庆，越过太行山，克碗子城，攻取泽州、潞州，于猗氏擒获元右丞贾成。又克平阳、绛州，擒获元左丞田保保等，俘获将士五百余人。洪武二年，冯胜率军渡过黄河，直趋陕西，攻克凤翔。然后渡过陇水，攻取巩昌，进逼临洮，降服李思齐。又回军跟随徐达围攻庆阳。扩廓帖木儿遣将进攻原州，声援庆阳。冯胜扼守驿马关，打败其将，于是攻克庆阳，生擒张良臣。陕西全部平定。九月，朱元璋召徐达回京，命冯胜驻守庆阳，节制诸军。而冯胜却认为关陕已定，擅自率领全军返回。朱元璋大怒，对冯胜加以切责。念其功大，赦免了他，未予治罪。但所赏金币，未及徐达的一半。
第二年正月，冯胜以右副将军的身份与徐达一起出西安，直捣定西，击败扩廓帖木儿，俘虏兵马数万。又分兵自徽州往南出一百八渡，进攻略阳，擒获平章蔡琳，然后进入沔州。另外派遣其他将领自连云栈攻取兴元，调兵吐蕃，在西北征讨哨极。班师之后，冯胜被授为开国辅运推诚宣力武臣、特进荣禄大夫、右柱国，参与军国大事，并封为宋国公，年禄三千石，并被授予丹书铁券。铁券中谓冯胜兄弟亲同骨肉，十余年间，除肘腋之患，建爪牙之功，平定中原，佐成天下。所以对冯胜称赞备至。洪武五年，因冯胜效力四方，因而与魏国公徐达、曹国公李文忠分别被赐给彤弓。
洪武五年，明軍十五萬兵分三路，出擊漠北，即明太祖第二次北伐。命冯胜为征西将军，率副将军陈德、傅友德等从西路出击，攻取甘肃。到兰州时，傅友德率领骁骑为前锋，再败元军，冯胜复败之于扫林山。到达甘肃，元将上都驴出迎投降。到达亦集乃路时，守将卜颜帖木儿也降。冯胜军驻扎别笃山，岐王朵儿只班逃走，冯胜率军追击，并俘获其平章长加奴等二十七人及马驼牛羊十余万。这场战役中，徐達的中路軍為擴廓帖木兒大敗於嶺北，死傷萬餘人，李文忠輕敵冒進阿魯渾河，與元將哈剌章激戰，后因粮草不足而还。唯独冯胜斩俘甚多，全胜而返，然而並未留兵駐守戰獲之地。但当时有人说他私藏驼马，因而未获赏赐。此后，冯胜多次前往临清、北平练兵，率军出大同征讨北元，镇守陕西及河南。其女被册封为周王妃。

### 进攻辽东
洪武二十年（1387年），朱元璋命冯胜为总兵官，挂征虏将军印，颍国公傅友德、永昌侯蓝玉为左右副将，率南雄侯赵庸等步骑兵共二十万前去金山征讨纳哈出。郑国公常茂、曹国公李景隆、申国公邓镇等都随行。朱元璋又派所俘纳哈出部将乃剌吾携带玺书前去谕降。冯胜军出松亭关，分别修筑大宁、宽河、会州、富峪四城。在大宁驻扎两个多月后，冯胜留下五万军队驻守，而率全军进逼金山。纳哈出见到乃剌吾后大惊道：“你还活着吗？”乃剌吾向他述说朱元璋的恩德。纳哈出很高兴，便派遣其左丞探马赤等前来献马，并且侦察冯胜军军情。
此时，冯胜军已经深入，翻越金山，到达女直苦屯，降服纳哈出部将全国公观童。明军突然到达，纳哈出感到寡不敌众，便按乃剌吾所说，请求投降。冯胜派蓝玉率轻骑前往受降。蓝玉用酒招待纳哈出，饮得正欢时，蓝玉脱下衣服给纳哈出穿。纳哈出不肯穿，并对左右咄咄而语，企图逃跑。冯胜的女婿常茂当时在座，他突然跃起向纳哈出的手臂砍去。都督耿忠将他拥去见冯胜。纳哈出的将士及妻子儿女十余万人驻扎在松花河，听说纳哈出受伤，大惊而溃。冯胜派遣观童将他们招降，获得二十余万人，牛羊马驼及辎重绵亘百余里。冯胜军回至亦迷河时，又俘获其残兵二万余人、车马五万。而都督濮英殿后，被杀。
师还之时，冯胜将捷报上奏，并将常茂激变的情形也一起奏上，率领投降的二十万人全部入关。朱元璋大为高兴，派遣使者前去迎接慰劳冯胜等，而将常茂套上械锁。当时有人揭发冯胜藏匿了许多良马，派门人向纳哈出之妻依次酌酒，以求大珠异宝，王子才死二天便强娶其女，因而丧失降、附之心，又损失濮英三千骑兵，而常茂也趁机攻击冯胜之过。朱元璋大怒，没收冯胜的大将军印，命他在凤阳建宅居住，定期上京朝见，诸将士也无赏赐。冯胜从此以后再也没有统率过大军。

### 晚年经历
洪武二十一年，冯胜奉诏调遣东昌番兵征讨曲靖。番兵中途反叛，冯胜镇守永宁，进行安抚。洪武二十五年，朱元璋命冯胜在太原、平阳招民为兵，立卫屯田。皇太孙册立后，冯胜被加封太子太师，偕同颍国公傅友德前往山西、河南练兵，诸公、侯均听其节制。当时所诏列的德隆望重的勋臣有八人，冯胜居第三位。朱元璋年事已高，对人猜忌甚多。冯胜功劳最多，多次因小事违背了朱元璋的心意。蓝玉被杀当月，冯胜应召回京。
馮勝平時在打谷场的地底下埋了许多个大腹小口的瓦瓮。「藍玉案」發生一年餘以後，其亲戚向朱元璋控告馮勝私埋兵器。之后朱元璋召冯胜饮酒，说：“我不管这件事。”冯胜返回后便自杀身亡。亦有一說被賜死。成化十一年祥符新昌坊建有「馮勝祠」。崇祯十七年（1644年），弘光帝追封他为宁陵王，谥“武壮”。